# Hotel Balneário Casino Icarahy

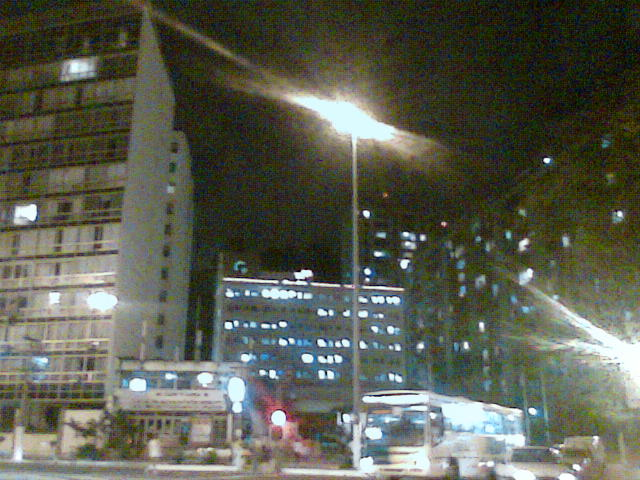
Reitoria da UFF a noite

Hotel Balneário Casino Icarahy, extinto cassino e hotel, instalado na Rua Miguel de Frias, 9, bairro de Icaraí, cidade de Niterói, e atualmente abriga a Reitoria da Universidade Federal Fluminense (UFF) e o Centro de Artes UFF.

## História do Hotel Cassino
Inaugurado num palacete em 1916, que foi demolido em 1939, para construção de um novo complexo que chegou a rivalizar com o Cassino da Urca - dispondo de hotel, salão de jogos, jardins, cine-teatro e piscinas - onde funcionou o cassino até 1946, quando o jogo foi proibido no país, pelo presidente Dutra. Manteve-se apenas as atividades de hotel e restaurante até 1967.

## Reitoria da UFF
Em 1967, instalou-se no prédio a Reitoria da Universidade Federal Fluminense, procedendo desde então algumas reformas, inclusive construindo anexos como cinema e teatro. 
Na Reitoria da UFF, estão instalados, o Gabinete do Reitor e do Vice-reitor e os respectivos órgãos da administração central da Universidade, como pró-reitorias, superintendências, diretorias  e chefia de departamentos administrativos. Na Reitoria da UFF também funciona o Centro de Artes UFF, importante centro cultural de Niterói.